# Majgaon
Majgaon là một thị trấn thống kê (census town) của quận Sonitpur thuộc bang Assam, Ấn Độ.

## Nhân khẩu
Theo điều tra dân số năm 2001 của Ấn Độ, Majgaon có dân số 6820 người. Phái nam chiếm 52% tổng số dân và phái nữ chiếm 48%. Majgaon có tỷ lệ 83% biết đọc biết viết, cao hơn tỷ lệ trung bình toàn quốc là 59,5%: tỷ lệ cho phái nam là 83%, và tỷ lệ cho phái nữ là 83%. Tại Majgaon, 9% dân số nhỏ hơn 6 tuổi.